# Аскоченский, Александр Николаевич
Алекса́ндр Никола́евич Аско́ченский (24 августа [5 сентября] 1898, с. Верхний Ломовец — 5 марта 1973, Москва) — деятель советской науки и техники, гидротехник, мелиоратор. Академик АН Узбекской ССР (1943) и ВАСХНИЛ (1956). Лауреат Ленинской премии (1965), Герой Социалистического Труда (1968).

## Биография
Родился 24 августа (5 сентября) 1898 года в селе Верхний Ломовец Воронежской губернии (ныне в Долгоруковском районе Липецкой области) в семье бухгалтера.
Окончил в Воронеже городское 8-классное среднее механико-техническое училище имени императора Петра Великого. Учился в политехникуме. В 1920 году в Воронеже поступил в Практический институт. В 1922 году в связи с закрытием института перевёлся в Петроградский институт инженеров путей сообщения, который окончил в 1925 году. По окончании института был направлен в управление Сясьстрой, работал инженером-проектировщиком на сооружении плотин Нижнесвирского гидроузла.
В 1926 году переехал в Среднюю Азию. Работал старшим инженером, начальником изыскательской партии Средазводхоза (1926—1930), главным инженером Средазводпроиза (Сазгипровод) (1930—1940). Вёл изыскательские работы в районе русла Узбоя и Сарыкамышского озера, разрабатывал проекты комплексного использования водных ресурсов Амударьи и орошения Каракумов. Одновременно занимал другие научные должности: научный сотрудник водной секции Госплана Казакской АССР (1927); главный инженер Упромстроя ЦСНХ Казакской АССР (1927—1928), Казводхоза (1928—29). Преподавал в Среднеазиатском хлопково-ирригационном институте (1931—1934), был заведующим кафедрой гидромелиорации Ташкентского института инженеров ирригации и механизации сельского хозяйства (1936—1950), профессор с 1939 года. Руководил проектированием и строительством Большого Ферганского, Южного Ферганского и Северного Ферганского каналов.
С 1940 по 1948 год — управляющий, главный инженер строительно-монтажного треста «Чирчикстрой». Участвовал в проектировании и строительстве мелиоративно-энергетического комплекса на реке Чирчик, включая Чирчик-Бозсуйские и Фархадскую ГЭС. В 1943 году избран академиком АН Узбекской ССР, в 1948—1950 годах был её вице-президентом. Член ВКП(б) с 1944 года.
В 1950 году переведён в Москву на должность заместителя Министра хлопководства СССР. Работал членом коллегии Минсельхоза СССР (1953—1955), заместителем Министра сельского хозяйства СССР (1955—1957).
С 1956 года — академик ВАСХНИЛ. Занимал в академии должности члена Президиума (1957—1961), академика-секретаря Отделения гидротехники и мелиорации (1957—1961, 1963—1973), первого вице-президента (1961—1963).
Курировал строительство трёх очередей Каракумского канала от Амударьи до Ашхабада. Был консультантом по проектированию и строительству большого числа гидротехнических сооружений и крупных систем, экспертом в научно-технических советах Минводхоза, Минсельхоза СССР, в Госплане СССР и других организациях. Прямо или косвенно участвовал в любом крупном мелиоративном и гидротехническом строительстве в Средней Азии, на Украине, Кавказе и в других районах СССР. Был убеждённым сторонником межрегионального перераспределения стока рек. Доказал, что широкое применение дождевания влечёт переход к закрытой оросительной сети и что дренажные работы необходимы при орошении земель, склонных к засолению. Был постоянным председателем Национального комитета СССР по ирригации и дренажу, участником Международной комиссии по ирригации и дренажу, вице-президентом этой комиссии. Опубликовал около 100 научных трудов, среди которых выделяются работы по водным ресурсам Средней Азии и их комплексному использованию.
Умер 5 марта 1973 года. Похоронен в Москве на Новодевичьем кладбище.

## Награды
- Герой Социалистического Труда с вручением ордена Ленина и золотой медали «Серп и Молот» (4 сентября 1968) — за большой научный и практический вклад в отечественную гидротехнику и мелиорацию и в связи с 70-летием со дня рождения
- Ленинская премия (1965)[1]
- Орден Трудового Красного Знамени (4 сентября 1958)
- Орден Трудового Красного Знамени (11 января 1957[4])
- Орден Трудового Красного Знамени (16 января 1950)
- Орден Красной Звезды (23 января 1946)
- Орден Ленина (1 апреля 1945)
- Орден Трудового Красного Знамени (30 сентября 1943)
- Орден Ленина (23 декабря 1939)
- Орден «Знак Почёта» (21 января 1939) — за выдающиеся успехи в сельском хозяйстве и особенно за перевыполнение плана по хлопку
- Медали

## Избранная библиография
По биографическим статьям в БСЭ и Центральной научной сельскохозяйственной библиотеке:
- Южный Хорезм, как объект водохозяйственного строительства. — Ташкент, 1933. — 79 с.
- Орошение и обводнение земель в СССР. — М.: Сельхозиздат, 1961. — 87 с.
- Орошение и обводнение в СССР. — М.: Колос, 1967. — 216 с.
- Вопросы ирригации : Избр. статьи и доклады. — Ташкент: Фан, 1969. — 144 с.
- Научно-технические проблемы земледелия / Сост. С. А. Воробьев. — М.: Знание, 1970. — 89 с.